# 斯塔爾舍市鎮

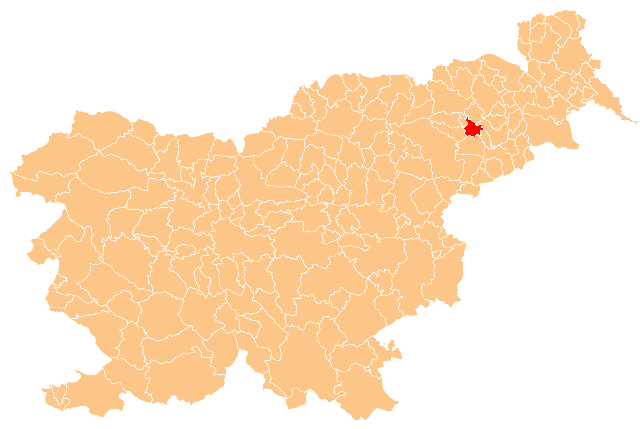
斯塔爾舍市鎮於斯洛維尼亞的位置

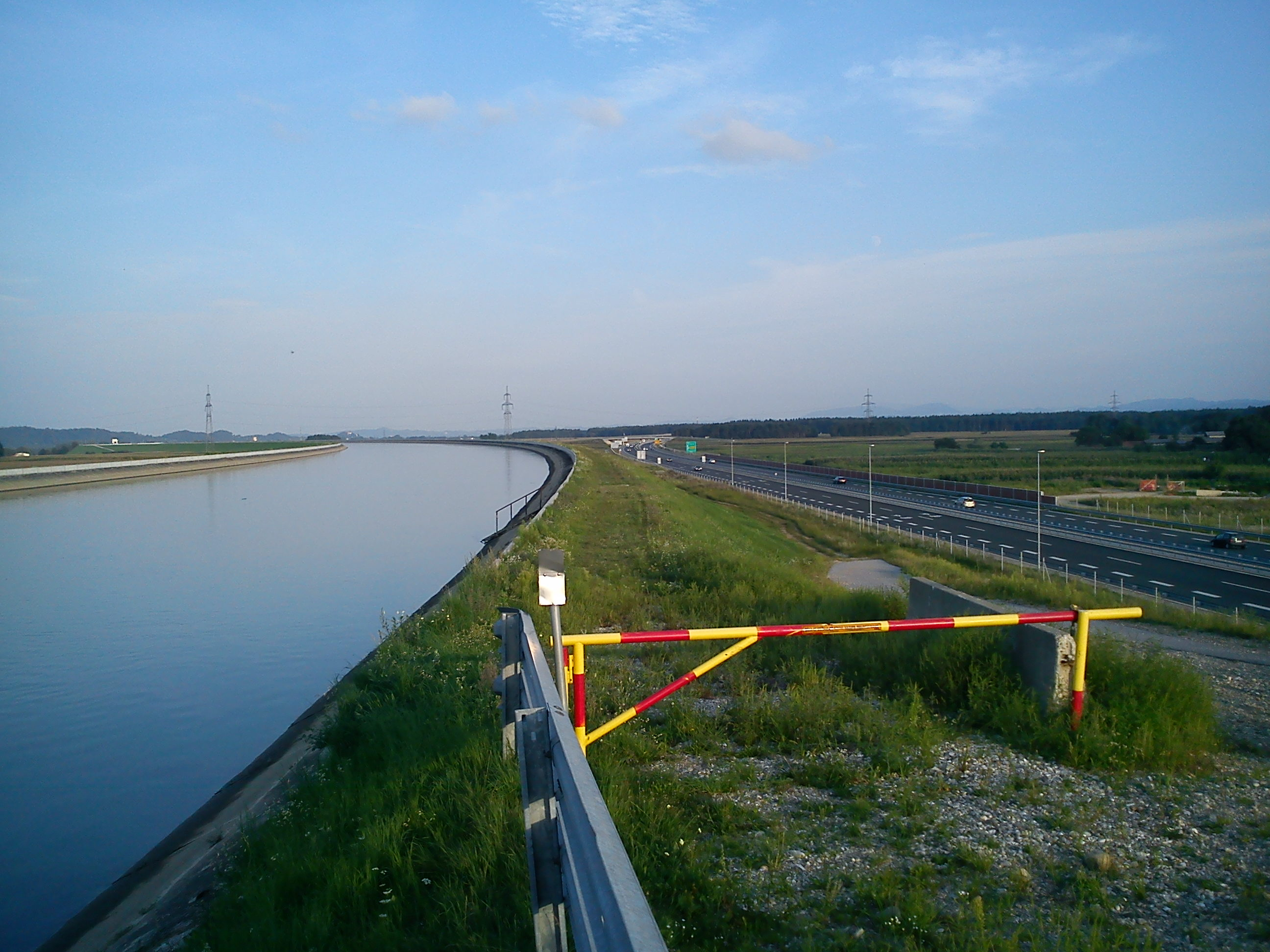
运河和高速公里

斯塔爾舍市鎮是斯洛文尼亞東北部的一個市镇，行政中心為斯塔爾舍。市镇面積为34.0平方公里，2018年人口数量为3,975人。该市镇设立于1994年。

## 外部連結
- 官方网站  （斯洛文尼亚文）
- Starše on Geopedia （页面存档备份，存于）